# Un'avventura nello spazio e nel tempo
Un'avventura nello spazio e nel tempo (An Adventure in Space and Time) è un film per la televisione del 2013 diretto da Terry McDonough.
Il film, distribuito in occasione del cinquantenario della serie tv fantascientifica Doctor Who, racconta la storia romanzata della creazione dello show nel 1963, ponendo l'accento su William Hartnell, l'attore che interpretò il Primo Dottore.

## Trama
Nel 1966, William Hartnell entra nello studio di registrazione, pronto a filmare i suoi ultimi momenti come "Dottore".
Tre anni prima, al produttore esecutivo della BBC Sydney Newman viene chiesto di creare uno show che riempia il vuoto nella programmazione tra la trasmissione sportiva Grandstand e quella musicale Juke Box Jury. Questo ha un'idea per una serie di fantascienza il cui personaggio centrale è un "dottore", anche se non sa ancora in cosa. Quando comunica il suo progetto alla collega Verity Lambert, lei è titubante ad aderirvi, ma cambia idea quando Newman le chiede di essere il produttore, e non il suo assistente. Lambert e il regista dello show, Waris Hussein, incontrano William Hartnell per offrirgli un ruolo da protagonista in quello che alla fine sarà intitolato Doctor Who. Hartnell, nonostante una certa trepidazione, accetta.
La registrazione della episodio pilota avviene non senza difficoltà; a Newman non piace il risultato e ordina di girare nuovamente l'episodio. Una volta soddisfatto, comunica gli orari di trasmissione. Tuttavia, gli ascolti del primo episodio sono più bassi del previsto, poiché la trasmissione si svolge il giorno seguente all'assassinio di John F. Kennedy. Newman riceve l'ordine di sospendere lo show, ma viene convinto da Lambert a non farlo e a replicare il primo episodio insieme al secondo la settimana successiva. Tuttavia, Newman nutre alcune preoccupazioni riguardo agli antagonisti del secondo episodio, i Dalek, riferendosi a loro come "mostri dagli occhi di insetto", che aveva proibito di inserire nello show sin dalla sua creazione. Lambert, che crede nel progetto, riesce a convincere Newman della validità del copione. Dopo la trasmissione del loro episodio, i Dalek riscuotono un imprevedibile successo, cosa che Lambert realizza notando alcuni bambini che, il giorno seguente alla trasmissione, imitano il tormentone delle creature, "Sterminare". Newman la informa che il programma ha raggiunto un'audience di ben 10 milioni e che la continuazione della serie è assicurata. In seguito, Doctor Who inizia ad acquisire ancora più popolarità.
Col passare del tempo, la maggior parte del cast originale, tra cui Carole Ann Ford, che interpretava Susan, la nipote del Dottore, e della troupe (tra cui Hussein e la stessa Lambert) progressivamente inizia ad abbandonare lo show per passare ad altri progetti, con profondo rammarico di Hartnell. Anche a causa della sua condizione di fumatore e della vecchiaia, la salute dell'attore peggiora, il che lo porta a dimenticare e confondere le sue battute e scene, che devono essere nuovamente girate, qualcosa che la BBC non può permettersi. Hartnell si incontra con Newman per chiedergli un carico di lavoro ridotto, ma viene informato che è già stata presa la decisione di rimpiazzarlo. Nonostante il suo attaccamento emotivo al personaggio, egli accetta la situazione. Come poi informa la moglie, Heather, della notizia scoppia in lacrime, ammettendo di non voler lasciare il ruolo.
Prima della sua scena finale, Hartnell ha un breve incontro con il suo successore, Patrick Troughton, rimanendo positivamente colpito. Quando le telecamere sono in procinto di registrare, Hartnell guarda attraverso la console del TARDIS, e vede Matt Smith, che, quasi 50 anni più tardi, interpreterà il suo stesso ruolo. Questi ricambia lo sguardo ed accoglie silenziosamente l'eredità di Hartnell.

## Cast
Parte del cast aveva già recitato in Doctor Who, tra i più noti William Russell e Carole Ann Ford. David Bradley era già apparso nell'episodio Dinosauri su una astronave e Jessica Raine in Universo nascosto, entrambi al fianco all'Undicesimo Dottore di Matt Smith. Jeff Rawle era apparso nel serial Frontios, mentre Mark Eden era stato il personaggio titolare in Marco Polo. Nicholas Briggs presta la sua voce ai Dalek dal 2005 e Brian Cox aveva doppiato l'Ood Anziano in La fine del tempo (prima parte).
Jean Marsh e Anneke Wills hanno un cameo durante la festa di addio di Verity Lambert.

### Attori diDoctor Who
- David Bradley interpreta William Hartnell, colui che interpretò il Primo Dottore dal 1963 al 1966
- Jamie Glover interpreta William Russell, che interpretò Ian Chesterton
- Jemma Powell interpreta Jacqueline Hill, che interpretò Barbara Wright
- Claudia Grant interpreta Carole Ann Ford, che interpretò Susan Foreman
- Anna Lisa-Drew interpreta Maureen O'Brien, che interpretò Vicki
- Edmund C. Short interpreta Peter Purves, che interpretò Steven Taylor
- Sophie Holt interpretò Jackie Lane, che interpretó Dorothy "Dodo" Chaplet
- Robin Varley interpreta Michael Craze, che interpretò Ben Jackson
- Ellie Spicer interpreta Anneke Wills, che interpretò Polly
- Reece Shearsmith interpreta Patrick Troughton, che interpretò il Secondo Dottore dal 1966 al 1969[1]
- Nicholas Briggs interpreta Peter Hawkins, voce originale dei Dalek e dei Cyberman[1]

### Personale dietro le quinte
- Brian Cox interpreta Sydney Newman, ideatore dello show
- Jessica Raine interpreta Verity Lambert, produttrice originale dello show
- Sacha Dhawan interpreta Waris Hussein, regista dello show
- Sarah Winter interpreta Delia Derbyshire,[1] creatrice del tema musicale
- Joseph Railton interpreta Brian Hodgson, creatore degli effetti sonori della serie
- Jeff Rawle interpreta Mervyn Pinfield,[2] produttore associato
- Andrew Woodall interpreta Rex Tucker,[2] regista
- Ian Hallard interpreta Richard Martin,[2] regista
- David Hannen interpreta Peter Brachacki[1], ideatore del design del TARDIS
- Sam Hoare interpreta Douglas Camfield,[3] regista
- Mark Eden interpreta Donald Baverstock,[3] responsabile della BBC One

### Altri
- Lesley Manville interpreta Heather Hartnell,[4] moglie di William Hartnell
- Cara Jenkins interpreta Judith "Jessica" Carney,[3] nipote di William Hartnell
- William Russell interpreta Harry
- Carole Ann Ford interpreta Joyce
- Ross Gurney-Randall interpreta Reg
- Reece Pockney interpreta Alan[2]
- Charlie Kemp interpreta Arthur[3]
- Roger May interpreta Len[3]
- Kit Connor interpreta Charlie
- Matt Smith interpreta sé stesso/il Dottore  (non accreditato)
- Jean Marsh  (cameo, non accreditata)
- Anneke Wills  (cameo, non accreditata)
- Donald Tosh  (cameo, non accreditato)
- Toby Hadoke interpreta un barista[5]

## Produzione

### Sviluppo
Nel 1993, per il trentesimo anniversario della serie, il regista Kevin Davies aveva pensato ad un'idea per uno speciale chiamato The Legend Begins. Tale speciale sarebbe stato composto sia da interviste ai creatori della serie, che da una ricostruzione romanzata degli inizi del programma. In seguito, l'idea della ricostruzione romanzata venne abbandonata in favore di un più classico documentario sull'intera storia della serie, Doctor Who: Thirty Years in the TARDIS, trasmesso su BBC One nel novembre 1993.
Dieci anni dopo, in vista del quarantesimo anniversario, lo sceneggiatore Mark Gatiss propose la realizzazione di The Legend Begins, senza sapere che in tale data sarebbe stato dato l'annuncio della ripresa della serie. Il progetto di Gatiss fu dunque rifiutato, anche per mancanza di budget.

### Riprese
Le riprese del film cominciarono nel febbraio 2013. Le riprese si tennero principalmente ai Wimbledon Studios di Londra, ed alla BBC Television Centre.  Quest'ultima chiuse un mese dopo la fine delle riprese, rendendo il film l'ultimo ad essere registrato lì.
Ulteriori riprese si sono svolte il 17 febbraio 2013, sul ponte di Westminster a Londra. In queste riprese furono coinvolti alcune repliche dei Dalek del 1964, nella ricostruzione della una famosa scena di The Dalek Invasion of Earth. Alcune scene di interni che riguardavano il Dottore furono filmate ai Lime Grove Studios, utilizzando delle repliche delle attrezzature cinematografiche di allora. Lo stesso Mark Gatiss sarebbe dovuto apparire nello special nel ruolo di Jon Pertwee, interprete del terzo dottore, ma venne tagliato dal montaggio. È visibile solo nel backstage dello speciale insieme agli altri due interpreti.

## Versioni
La versione originale del film uscì nel 2013 in occasione del 50º anniversario ed è tutt'ora l'edizione più completa durando 83 minuti. Tale edizione presenta oltretutto il cameo di Matt Smith nei panni del 11° Dottore.
Il 23 Novembre 2023, in occasione del 60º anniversario della serie, la pellicola venne riproposta sul canale televisivo BBC Four. Per tale occasione il film venne modificato tagliando diverse scene ove erano presenti le battute tratte da La ragazza extraterrestre. Questa modifica, dovuta a problemi di diritti sull'episodio originale di Doctor Who, portò alla riduzione della pellicola a 79 minuti. Oltre ai tagli dovuti, venne cambiata anche la scena del cameo di Matt Smith, dove venne rimpiazzato da Ncuti Gatwa, il Quindicesimo Dottore.

## Distribuzione
I primi dettagli del film furono rivelati dalla BBC il 9 agosto 2012, mentre fu mostrata un'anteprima del film presso il centro di Southbank British Film Institute, il 12 novembre 2013. La messa in onda nel Regno Unito avvenne su BBC Two il 21 novembre 2013, su BBC America negli Stati Uniti ed in Canada il 22 novembre 2013. In Nuova Zelanda venne trasmesso su UKTV il 22 novembre 2013 e su ABC1 in Australia, il 24 novembre 2013.
In Italia venne trasmesso su Rai4 il 25 dicembre 2014, preceduto dallo speciale natalizio Il tempo del Dottore. In seguito è stato distribuito in un doppio DVD.
La seconda versione della pellicola venne mandata in onda il 23 novembre 2023 su BBC Four.

## Accoglienza
Il film fu seguito da 2.71 milioni di spettatori nel Regno Unito. Fu generalmente ben accolto dalla critica, ricevendo un punteggio di 95% su Rotten Tomatoes ed un punteggio di 77 su 100 su Metacritic con recensioni "generalmente favorevoli".

## Riconoscimenti
- 2014 - BAFTA Craft Awards
  - Nomination Miglior costumi a Suzanne Cave
  - Nomination Miglior montaggio -Televisione a Philip Kloss
  - Nomination Miglior trucco a Vickie Lang
- 2014 - British Academy Television Awards
  - Nomination Miglior dramma singolo
- 2014 - Premio Hugo[22]
  - Nomination Miglior rappresentazione drammatica (forma breve)